# ダイヤモンド (ポケットモンスターSPECIAL)
ダイヤモンドは、漫画『ポケットモンスターSPECIAL』に登場する架空の人物である。

## プロフィール
- 性別：男
- 誕生日：4月4日
- 星座：牡羊座
- 誕生石：ダイヤモンド
- 年齢：12歳(第7章・第8章)
- 血液型：A型
- 身長：151cm(第8章時点)
- 体重：51kg(第8章時点)
- 家族：母（アヤコ）
- 出身：シンオウ地方・フタバタウン
- 特技：ボケる、大食い、料理、ポフィン作り
- 持ちネタ：なんともありましぇ～ん
- 賞歴：新世代お笑いグランプリDaibaku Show 審査員特別賞
- 初登場：第338話 VSムックル
- 登場章：第7章・第8章・第13章
- 登場巻：30-40
- 持ち物：ポケモン図鑑（6代目）・青のポケッチ・自転車・バトル日記帳・メタルコート・タウリナーΩの大百科・タウリナーΩのオモチャ[1]
- 代名詞：感じる者
- 人気投票：5位（2011年）

## 人物
第7章のメイン主人公。ゲーム版『ダイヤモンド・パール・プラチナ』の男の子主人公がモデル。通称は『ダイヤ』で、一人称は「オイラ」。
パールとは対照的に、性格は細かい事はあまり気にしないマイペースかつ超スローモーションで、幼馴染のパールでさえ怒ったところをめったに見たことが無いほど温厚な性格（究極の真円（丸さ））。そのため明確な悪事を働いた相手でも強い嫌悪感を抱かず、敵であるマーズやアカギに正面から自分の感情を告げて説得しようとしたり、必要ならば即座に信用して協力出来る懐の深さも併せ持っている。
真っ直ぐに突っ走るパールに振り回され気味であるが、実際はパールの行動に反感を持っていると同時に自分自身の「感情（きもち）」を通そうとする等、その心の底には肝の据わった強い感情がある。
旅の最中何度かに及ぶギンガ団幹部や総帥であるアカギとの交戦を経て「現実に存在する信じられない悪そのもの」であるギンガ団と戦う決意を固める。また、パールよりも早くプラチナの正体と旅の違和感に気付く、こうてつ島に来たスキンヘッズの標的が自分である事に気付くなど、意外と鋭い洞察力を備え持つ。更にゆっくりと動くからこそ周囲や自身の状況を落ち着いて把握したり、マイペース故に感情に振り回されずに目的を見据えて最善の行動を取ることが出来る。プラチナと初対面の際、その容姿と雰囲気を『お姫様の様』だと評し見惚れたり、ズイの遺跡で転びかけたところを助けた際に頬を染めたりなど、プラチナに対し恋愛感情を抱いている節がある。気合いを入れるときの合言葉は「よ〜し!!○○に、打ち勝つぞ〜!!!」
かなりの食いしん坊で、旅の途中ではよく何らかの食べ物を食べながら行動している。食べるだけでなく料理も上手く、特に特製ポフィンはヨスガコンテスト審査委員長のビックからも好評価を得ている。
他の図鑑所有者に比べてバトルのセンスや実力はそれほど高いとは言えなかったが、努力家なところは2人にも劣らず、こうてつ島でのゲンとの修行を経て一角の実力者へと成長した。更に相手の言動や行動から感情を敏感に感じ取り、落ち着いて対処することも出来る。また、温和な性格の為か警戒心が強く人にあまり懐かないポケモンからも慕われることが多く、僅かな時間しか共にしていないポケモンでも彼が死んだと思われた際には深く悲しんでいた。
テレビっ子らしく、作中では「タウリナーΩ」「ブロムヘキサーΣ」というテレビアニメを旅の最中も欠かさず観ていた（後にシルバーもこのアニメにハマっている）。敵の説得や自身の感情を表す際にも上記のアニメを例として上げており、ロトムを捕まえる際には同じアニメ好きだから仲良くなれると考えていた。
手持ちのポケモンはスピード戦には弱いが、ゆっくりとした動作ゆえに技は的確で強烈な攻撃やがっしりとした防御を得意とし、突発的な攻撃が多いパールをカバーしている。また、本人の判断力や勘の高さから機転を効かせた戦法も多い。

## 劇中での活躍
第7章(ダイヤモンド・パール編)
保育園時代にパールと見た漫才コンビ"青空ピッピ・プリン"に憧れ、パールとコンビを結成しプロを目指している。担当はボケ。新世代お笑いグランプリ「Daibaku Show」では、コントが大失敗するものの、パールと共に審査員特別賞を受賞し、副賞を貰った。
しかし、コトブキシティ付近でナナカマド博士達とぶつかった際に、副賞と護衛依頼書が入れ替わり、パール共に3人で旅をする事になる。また最初から報酬の豪華さを妙に思い、早い段階で入れ替わっていることに気づいていたが、旅を続ける為に隠していた。
旅の途中トバリシティで、ギンガ団との交戦中に本来プラチナの護衛に就くはずであったパカ&ウージと合流して共闘するも、直後に二人が行方不明になってしまった事で、後を継いでボディーガードになると決める（この際に始めてパールは副賞の入れ替わりに気づき、彼に自分の感情を吐露した）。
ミオシティで自分達の素姓がばれたことでプラチナを悲しませ、ポケモン図鑑とポケッチも返そうとしたが、プラチナから改めて旅の同行を依頼される。更にナナカマド博士からポケモン図鑑を正式に託される。
その後、相談した結果ギンガ団からエムリットを救う為に一時パール・プラチナと別れる。
こうてつ島でゲンの特訓を受けた後、シンジ湖に向かうが、ギンガ団幹部・マーズに母・アヤコを人質に取られてしまい、最終的にエムリットの捕獲を許してしまう。それでも、ギンガ団の空挺に忍び込みギンガ団アジトに侵入する。トバリシティのギンガ団アジトでは、一番にユクシー・エムリット・アグノムの捕らえられた場所に辿り着き、三匹を解放する為に相手が執着する様子を見せたポケモン図鑑を手放し、合流した2人と協力して捕らわれた3匹を解放した。
やりの柱での最終決戦ではパール・プラチナやジムリーダー達と共にアカギや呼び出されたディアルガ・パルキアと対峙し、やぶれた世界に通じる穴が出現した際には自分が中に入って止めようとするも現れたレジギガスに止められる。その後自分の計画の邪魔をする理由をアカギに問われ、今までの経験で感じた感情を素直に伝え、アカギから否定されるものの逆に正面からアカギの考えを否定する。その姿勢にはアカギの支配が解けていないディアルガ・パルキアですらも耳を傾けた。そして激闘の末にアカギ達に打ち勝つ。その後、意識不明に陥ったアカギやジムリーダー達を病院へ搬送しようとしている時、「中心」から飛び出したギラティナにアカギとディアルガ・パルキアが連れ去られる。
第8章(プラチナ編)
やりの柱での戦いの後、バトルゾーンに向かったプラチナと別れてパールと共にプルートから奪ったメモに書かれた伝説のポケモンの調査に発つ（その際にボールから出ないレジギガスの感情を読み取って貰おうと足跡博士のフトマキを誘っていた）。ハクタイシティでロトムと打ち解けて仲間にした後、やぶれた世界から出て来たギラティナとプルートに遭遇し、戦いの中でパールを庇ってギラティナに胸を貫かれるが、今までに二回（トバリシティと槍の柱で）やぶれた世界に触れていたことで奇跡的に無傷でやぶれた世界へ連れ込まれる（肉体が転送されるのにタイムラグがあったためパール達からは死んだと思われた）。そこでアカギと合流し彼ならギラティナを止める方法を知ってると考えて尋ねる。その方法を聞くと彼の目的ならばこのままの方が良いのではないかと尋ねるが、改心したアカギと共にディアルガ・パルキアを解放し（その際にアカギの発言からパールを真似してツッコミを入れた）、パール達、そしてパカ＆ウージと再会。更に助けて貰った礼にエムリットからポケモン図鑑を返される。その後伝説・幻のポケモン達と共にプルートの野望を打ち砕いた。全ての事態終了後はハンサムからマナフィのタマゴを渡され、プラチナの頼みでパールと漫才を行った。
第13章（オメガルビー・アルファサファイア編）
隕石衝突の危機の中、その事実を知らされずにいつものようにパールと漫才の稽古をしていた。パール同様にハッキリとは登場していない。

## 所有ポケモン
手持ちは、第8章（第433、434話現在）時のメンバー。超重量級が基本となっており、名前パターンは種族名から取った一文字を伸ばしたもの。
進化した状態でも進化前から文字を取る（りーはベロベルトに進化した状態で名付けた）。ダイヤの影響か、手持ちポケモンの殆どが食いしん坊になっている。

### 手持ち
るー
- ナエトル♂→ハヤシガメ♂→ドダイトス♂ Lv.60
- 特性：しんりょく 性格：のんき 個性：がまんづよい
- 初登場：第338話 VSムックル

ナナカマド博士がパカとウージに渡す予定だった。のんびりしたダイヤと波長が合い、自ら付いて行くことを決意。ダイヤやベーの影響を受け、食いしん坊となる。
プラチナのジム攻略の特訓で練習相手になっていた事が鍛えに繋がり、ハクタイシティでハヤシガメに、トバリシティではギンガ団のSITAPPAとの戦闘を経てドダイトスに進化。ノモセジムのマキシ戦でプラチナに貸し出され、ヌオーを倒す。
こうてつ島での修行で"はっぱカッター"の枚数を調節できるようになり、また確実に命中させる特訓も独自に行い、撃ち出す力をそのままに1枚まで減らすことによって技の指示が終わるよりも速く、超速ではっぱを飛ばす技"ダイヤスペシャルマッハ・ワン・アンド・オンリー"を編み出した。
シンジ湖での戦いでエムリットを助けようとするが失敗してシンジ湖に落ち、ハマナ・セバスチャン・フワライドに救出され、パール・ペラヒコの手を経てダイヤの元に戻る。
べー
- ゴンベ♂ Lv.56
- 特性：ものひろい 性格：わんぱく 個性：たべるのがだいすき
- 技："ころがる"・"したでなめる"・"たいあたり"・"なげつける"
- 初登場：第338話 VSムックル

初めから連れていた1匹。タマゴから孵化して入手している。ダイヤに似て大食いでのんびり屋であり、ダイヤと一緒に食べ物を頬張っている。体毛の中に「くろいてっきゅう」や数十個のきのみを隠し持っている。
ヨスガジムのメリッサ戦では1番手でヨワマルを一撃で倒した後、すぐにエンペルトと交代された。後にムウマージとの戦いで最後の1匹として再び出され、食べ物の幻にやみつきになるが、機転を利かせたパールの助言でムウマージを倒した。
第9章でのゴールドの発言や第40巻の紹介文から、「レッドのゴンとエメラルドのカビゴンの間に見つかったタマゴを、ゴールドが孵したポケモン」である可能性が示唆されている。
ぷー
- タテトプス♂→トリデプス♂ Lv.49
- 特性：がんじょう 性格：しんちょう 個性：ちょっぴりごうじょう
- 技："アイアンテール"・"アイアンヘッド"・"メタルバースト"
- 初登場：第374話 VSドータクンⅠ

元はトウガンのポケモンであり、トウガンはあらゆる手段を使っても懐かなかったが、ダイヤにはすぐ懐いた為に託された。るー同様、食いしん坊となっている。顔面を堅い物に擦り付ける事で高い防御力を更に上げる事ができ、こうてつ島で手に入れた「メタルコート」を所持しており、はがねタイプの技が強くなっている。
ギンガトバリビルにおける上級SHITAPPAとの戦闘でトリデプスに進化し、ポケモン5匹分の攻撃も防ぎきれる程の防御力を手に入れた。
りー
- ベロリンガ♂→ベロベルト♂ Lv.53
- 特性：マイペース 性格：ずぶとい 個性：ものをよくちらかす
- 技："あなをほる"・"ころがる"・"さきどり"・"しぼりとる"・"たたきつける"・"パワーウィップ"
- 初登場：第390話 VSベロリンガ

リッシ湖で大量発生していたベロリンガの1匹。"ころがる"を覚えていた為ダイヤが捕まえる途中、ベロベルトに進化した。第7章・第8章当時はダイヤが初めてにして唯一、自分の力で捕獲したポケモンでもある。物を集めるのが好きで、自分をからかったポケッチカンパニーの社長を追ってコトブキシティで人の物を盗りまわっていたが、捕獲された後でタウリナーΩのオモチャを除いてダイヤと一緒に元の持ち主に返した。体に似合わず、舌を使って俊敏に行動できるため、セバスチャンから「動ける巨体」と評される。
シンジ湖での戦いでエムリットを助けようとするが失敗してシンジ湖に落ち、ハマナ・セバスチャン・メリッサのフワライドに救出され、パール・ペラヒコの手を経てダイヤの元に戻る。
むー
- マンムー♂ Lv.65
- 特性：あついしぼう 性格：がんばりや 個性：ちからがじまん
- 技："こおりのキバ"・"ふぶき"
- 初登場：第411話 VSディアルガ・パルキアⅠ

エイチ湖に向かっていたプラチナが、キッサキシティを訪れた時にスズナの勧めから捕まえてきた。合流後にやりの柱へ向かう途中、手渡される。
やりの柱での戦いにおいてディアルガ・パルキアに立ち向かう。2匹によって生み出された「中心」にダイヤと突入しようとするが、レジギガス（ぎー）によって阻止される。
なお、原作ゲーム上の世代では特性が「あついしぼう」のマンムーは手に入れることはできない。
ぎー
- レジギガス Lv.75
- 特性：スロースタート 性格：のうてんき 個性：からだがじょうぶ
- 技："にぎりつぶす"
- 初登場：第400話 VSヌオー

ジュピターに敗北した後、スモモ・スズナとキッサキ神殿に逃げ延びたプラチナが落としたモンスターボールに入り、そのまま鞄の中に紛れて付いて来た。
一時的にディアルガ・パルキアを押さえる活躍をする。フトマキによれば、「命じられるずっとこの時を待っていた。戦う、このシンオウのため。トレーナーとともにちからをつくす」という感情と意志を持つという。
やりの柱での戦いの後は、ボールに閉じこもったまま出てこようとしなかったが、ハクタイシティに現れたギラティナに対応するように自ら飛び出し、直後にプルートが繰り出したヒードランと交戦した。また、ダイヤがギラティナに傷つけられた時には深い悲しみを覚えた。
歴代の伝説ポケモンの中では初めて図鑑所有者のメインメンバーとなっている。
第9章終盤（第7章以前）ではクロツグが所持していたが、手に負えずキッサキ神殿に放った事が明かされる。

### 一時手持ち
フワライド♀（メリッサ）
ヨスガシティからミオシティに行く時に借りた。シンジ湖での戦闘で活躍する。
ギンガトバリビルで再会したパールに渡され、ディアルガ・パルキアによって生み出された「中心」に呑み込まれそうになったメリッサを助ける。
ペラヒコ（パール）
- ペラップ♂

ギンガトバリビル内でパールに先立ってダイヤに再会し、シンジ湖ではぐれたるー・りーをダイヤに渡す。直後のギンガ団上級SHITAPPAとの戦闘でも活躍する。

### その他
ロトム
- 特性：ふゆう
- 技："エアスラッシュ"・"オーバーヒート"・"ハイドロポンプ"・"ふぶき"・"リーフストーム"
- 初登場：第345話 VSロトム

森の洋館に棲んでいた。電化製品の中に入ることができ、特定の物と融合するとそれに合わせてタイプや技が変化するフォルムチェンジ能力を持つ。ロボットアニメが好き。
第7章序盤で森の洋館に宿泊したダイヤ達の前に現れてゴース達とイタズラを仕掛ける。電化製品から電化製品へと移動する特性を見抜いたダイヤによって撃退されるが、この時点では図鑑が認識しない謎のポケモンだった。
第8章ではその珍しい性質から伝説や幻のポケモンではないもののプルートから狙われている事が判明した為、ダイヤ・パールが保護に向かう。自分の能力の全てをダイヤに披露した事で意気投合、手持ちではないが仲間になって付いて行く。ダイヤには非常に懐いており、ギラティナの攻撃を受けてダイヤが倒れた時には涙を流し、ぎー・パールと共にプルートに立ち向かった。やぶれた世界内部での戦いには参加しなかったが、プルートがやぶれた世界に残っている者を閉じ込めようとした際には、タウリナーΩのDXオモチャを操り、プルートが持つポケモンを操る装置を破壊、電撃でプルートを倒す活躍をした。
戦いの後も森の洋館には帰らずにダイヤ達と共にいることを決めた。